# Várvíz
Várvíz (Varviz) Romániában, Bihar megyében elhelyezkedő falu.

## Fekvése
A Réz-hegység alatt, a Bisztra-patak mentén fekvő település.

## Története
A falut 1327 óta Várvíz'-nek nevezték, egészen 1469-ig.
1438-ban földesurai a Kusalyi Jakcs család tagjai voltak.
1469-ben a Bozzási családbeliek szereztek itt birtokot.
Az 1800-as évek elején a Baranyi és a Reviczky család volt a község földesura.
Az 1900-as évek elején gróf Zichy Jenőnek volt itt nagyobb birtoka.
Az 1900-as évek elejének adatai szerint Várvíz házainak száma 93, lakosaié 516 fő volt. Postája: Papfalva, távírója és vasúti állomása: Széplak volt. 
Lakosai: ortodox vallású oláhok voltak.

## Nevezetességek
- Ortodox templom – 1810-ben épült.
- Határában van az úgyn. Vaskapu szoros.